# Голви, Тимоти
Тимоти Голви (англ. W. Timothy Gallwey; род. 12 августа 1938, Сан-Франциско, Калифорния) — американский бизнес-тренер, автор серии книг, описывающих его авторский метод повышения личной и профессиональной эффективности, так называемую «внутреннюю игру». Книга Голви «Внутренняя игра в теннис» была издана тиражом более миллиона экземпляров и стала международным бестселлером. Методика Голви получила широкое распространение и применяется в спорте, бизнесе, здравоохранении и образовании.

## Биография
Тимоти Голви родился 12 августа 1938 года в Сан-Франциско, Калифорния. Служил в ВМС США. В 1960-х изучал английскую литературу в Гарвардском университете и был капитаном университетской команды по теннису. Был одним из основателей колледжа гуманитарных наук на Среднем Западе, где работал директором приемной комиссии. В 1969 −1971 годах, оставив работу в области образования, был тренером по теннису в спортклубе в Калифорнии.
В 1974 году издал книгу «Внутренняя игра в теннис», в которой впервые описал своё видение тренерской работы в бизнесе. Книга стала международным бестселлером. Впоследствии издал ещё несколько книг, описывающих применение метода «внутренней игры» в разных видах спорта и бизнесе.
Тимоти Голви основал консалтинговую компанию «The Inner Game», применяющую бизнес-тренинг, основанный на предложенном им методе, в различных сферах жизни и деятельности. Среди клиентов Голви такие компании, как IBM, AT&T, Coca-Cola Company, Arco, Anheuser-Busch и Apple Computer.
В настоящее время Тимоти Голви — бизнес-тренер международного института «Performance Consultants», основанного одним из его последователей и учеников британским бизнес-тренером Джоном Уитмором.

## История возникновения метода
Тимоти Голви пишет, что идея внутренней игры пришла ему в голову во время работы инструктором по теннису. Исследовать процессы обучения и перемен на примере спорта оказалось удобно, благодаря ясности целей и возможности непосредственно и незамедлительно наблюдать достижения. Большая разница между лучшими и худшими результатами очевидна и её нельзя объяснить исключительно отсутствием способностей. Различия напрямую связаны со способом обучения или осуществлением изменений в результативности. Голви заметил, что доверяя экспертной оценке тренера, спортсмен сводит свою ответственность до уровня точного выполнения того, что ему говорят. В результате такого подхода страдает готовность ученика самосовершенствоваться и нести ответственность за это обучение.

## Суть метода
Согласно формулировке Голви, противник в голове гораздо опаснее соперника по ту сторону <сетки>. Задача тренера — помочь игроку устранить или смягчить внутренние препятствия. В результате проявится природная способность человека учиться и добиваться эффективности. Цель «внутренней игры» — уменьшить любое вмешательство в раскрытие и воплощение полного потенциала человека.
Бизнес-тренинг основывается на «осознании, доверии и выборе», то есть на доверии неоценочному сознанию («Я 2» в терминологии Голви) и предоставлении первого право выбора в обучении самому ученику.
Применение метода внутренней игры в компаниях заключается в поиске наилучших способов управления изменениями.
Задачи:
1. Помочь всем работникам компании научиться учиться и самостоятельно думать;
2. Помочь менеджерам научиться быть бизнес-тренерами;
3. Помочь руководителям научиться создавать «обучающие организации»[8].

Голви нащупал самую суть коучинга. Коучинг раскрывает потенциал человека и таким образом помогает ему достичь максимальной эффективности.— Джон Уитмор «Внутренняя сила лидера. Коучинг как метод управления персоналом»

### Книги, изданные на русском языке
- Тимоти Голви. Работа как внутренняя игра. Раскрытие личного потенциала = The Inner Game of Work: Focus, Learning, Pleasure, and Modility in the Workplace. — М.: «Альпина Паблишер», 2012. — 266 с. — ISBN 978-5-9614-1981-8.
- У. Тимоти Гэллуэй. Теннис. Психология успешной игры = The Inner Game of Tennis. — М.: Олимп-Бизнес, 2010. — 208 с. — ISBN 978-5-9693-0164-1.

### Книги, изданные на английском языке
- Gallwey, W. Timothy. The Inner Game of Tennis (неопр.). — 1st. — New York: Random House, 1974. — ISBN 0-394-49154-8.
- Gallwey, W. Timothy. Inner tennis : playing the game (неопр.). — New York: Random House, 1976. — ISBN 0-394-40043-7.
- Gallwey, W. Timothy; Kriegel, Robert J. Inner skiing (неопр.). — 1st. — New York: Random House, 1977. — ISBN 0-394-42048-9.
- Gallwey, W. Timothy. The Inner Game of Golf (неопр.). — 1st. — New York: Random House, 1981. — ISBN 0-394-50534-4.
- Gallwey, W. Timothy. Inner Game of Winning (неопр.). — Listen USA, 1985. — ISBN 0-88684-064-3.
- Green, Barry; Gallwey, W. Timothy. The inner game of music (неопр.). — 1st. — New York: Anchor Press/Doubleday, 1986. — ISBN 0-385-23126-1.
- Gallwey, W. Timothy. The Inner Game of Work (неопр.). — New York: Random House, 2000. — ISBN 0-375-50007-3.
- Gallwey, W. Timothy. The Inner Game of Stress: Outsmart Life's Challenges, Fulfill Your Potential, Enjoy Yourself (англ.). — New York: Random House, 2009. — ISBN 1-4000-6791-X.

## Рецензии на книги
- Рецензия на книгу «Работа как внутренняя игра» на сайте Планета HR
- Рецензия на книгу «Работа как внутренняя игра» в журнале «Эксперт»